# Distretto di Emirdağ
Il distretto di Emirdağ (in turco Emirdağ ilçesi) è un distretto della provincia di Afyonkarahisar, in Turchia.

## Amministrazioni
Al distretto appartengono 6 comuni e 70 villaggi.

### Comuni
- Emirdağ (centro)
- Adayaz
- Aşağıpiribeyli
- Bademli
- Davulga
- Gömü

### Villaggi
| - Ablak - Ağılcık - Alibeyce - Aşağıaliçomak - Aşağıkurudere - Avdan - Aydınyaka - Bağlıca - Balcam - Başkonak - Beyköy - Beyören - Burunarkaç - Büyüktuğluk - Camili - Çatallı - Çaykışla - Çiftlikköy - Dağılgan - Dağınık - Daydalı - Demircili - Dereköy - Ekizce | - Elhan - Emirinköyü - Eskiakören - Eşrefli - Gedikevi - Gelincik - Gökçeyaka - Gözeli - Güneyköy - Güneysaray - Güveççi - Hamzahacılı - Hisar - İncik - Karaağaç - Karacalar - Karakuyu - Karayatak - Kılıçlar - Kılıçlı Kavlaklı - Kırkpınar - Kuruca - Leylekli | - Örenköy - Özkan - Salihler - Sığracık - Soğukkuyu - Suvermez - Tabaklar - Tepeköy - Tezköy - Toklucak - Topdere - Türkmen - Türkmenakören - Umraniye - Veysel - Y.Kurudere - Yarıkkaya - Yarımca - Yavuz - Yenikapı - Yeniköy - Yusufağa - Yüreğil |